# Escalier C
Escalier C  je francouzský hraný film z roku 1985, který režíroval Jean-Charles Tacchella podle stejnojmenného románu Elvire Murail z roku 1983. Snímek měl světovou premiéru 6. června 1985.

## Děj
Film zachycuje každodenní život šesti nájemníků v pařížském domě, především Forstera Lafonta, uměleckého kritika specializujícího se na dílo Hieronyma Bosche. Tento cynický a nepříjemný svůdce se po sebevraždě jednoho z nájemníků naučí být laskavý.

## Obsazení
| Robin Renucci         | Forster             |
| Jean-Pierre Bacri     | Bruno               |
| Jacques Bonnaffé      | Claude              |
| Catherine Leprince    | Florence            |
| Catherine Frot        | Béatrice            |
| Michel Aumont         | Joss                |
| Claude Rich           | Forsterův otec      |
| Hugues Quester        | Al, Claudeův přítel |
| Fiona Gelin           | Vanessa             |
| Florence Giorgetti    | Charlotte           |
| Jacques Weber         | Conrad              |
| Gilles Gaston-Dreyfus | Virgile             |
| Mony-Rey              | paní Bernhardt      |
| Constance Schacher    | Anita               |
| Pétronille Moss       | Suzy                |
| Olivier Lebeau        | Jacques             |
| Dominique Rousseau    | sekretářka galerie  |
| Jean-Claude Jay       | Messinger           |
| Maïté Maillé          | přítelkyně Vanessy  |

## Ocenění
- César: nominace v kategorii nejlepší herec (Robin Renucci)